# 国淵
国 淵（こく えん、生没年不詳）は、中国後漢時代末期の政治家。字は子尼。青州楽安国益県（現在の山東省濰坊市寿光市）の人。子は国泰。

## 事跡
| 姓名           | 国淵                             |
| 時代           | 後漢時代                         |
| 生没年         | 〔不詳〕                         |
| 字・別号       | 子尼（字）                       |
| 本貫・出身地等 | 青州楽安国益県                   |
| 職官           | 司空掾属→居府長史 →魏郡太守→太僕 |
| 爵位           | -                                |
| 陣営・所属等   | 曹操                             |
| 家族・一族     | 子:国泰                          |

最初、鄭玄に師事していたが、動乱が起きると邴原・管寧らと共に遼東へ逃れている。後に故郷へ戻ると、曹操から司空掾属として招聘された。曹操が国淵に屯田の事務を担当させたところ、5年で糧食の備蓄について好成績をあげ、民衆も競って労働に勤しむようになったという。
建安16年（211年）、曹操が関中征伐に向かうと、国淵は居府長史に任命され、留守の事務を統括した。後に、河間郡で田銀・蘇伯の反乱が鎮圧されると、国淵は「首謀者以外の残党は赦すべきだ」と進言した。曹操もこれを容れている。また、田銀の反乱は領域内の反乱であり、他者に誇るものではないとして、討ち取った首級を実数通り報告している（当時は、公文書で実数の10倍を記すのが慣習であった）。曹操はこれを誉め、国淵を魏郡太守に任命している。
その後、国淵は太僕に昇進し、在職中に死去した。没年は不明だが、曹丕が即位した黄初元年（220年）までには世を去っている。
なお、小説『三国志演義』には登場しない。

### 人物像
国淵は、学問に熱心で古学を好み、遼東に滞在していた間は、常に山中の巌で学問を行い、士人から尊敬された。朝議における議論では、常に真正面から直言を行なっていたが、退出後は私情に拘泥しなかった。また、謙虚と倹約を心掛け、大臣の位に昇進しても、粗衣粗食を守り、俸禄や恩賜は宗族に分け与えている。師の鄭玄は「国淵は優れた才能を有しており、国の大器となり得る」と評価した。